# Gelse
Gelse là một thị trấn thuộc hạt Zala, Hungary. Thị trấn này có diện tích 22,45 km², dân số năm 2010 là 1075 người, mật độ 48 người/km².